# 定州直隸州
定州直隸州，清代設置的直隶州。

定州在直隶省的位置（1820年）

评价：衝，繁，疲，難。隸清河道。明代，定州領二縣。雍正二年（1724年）升。十二年（1734年），以保定府祁州之深澤縣來隸。新樂縣還屬正定府。領縣二：曲陽縣、深澤縣。